# Francesco Maria I. della Rovere

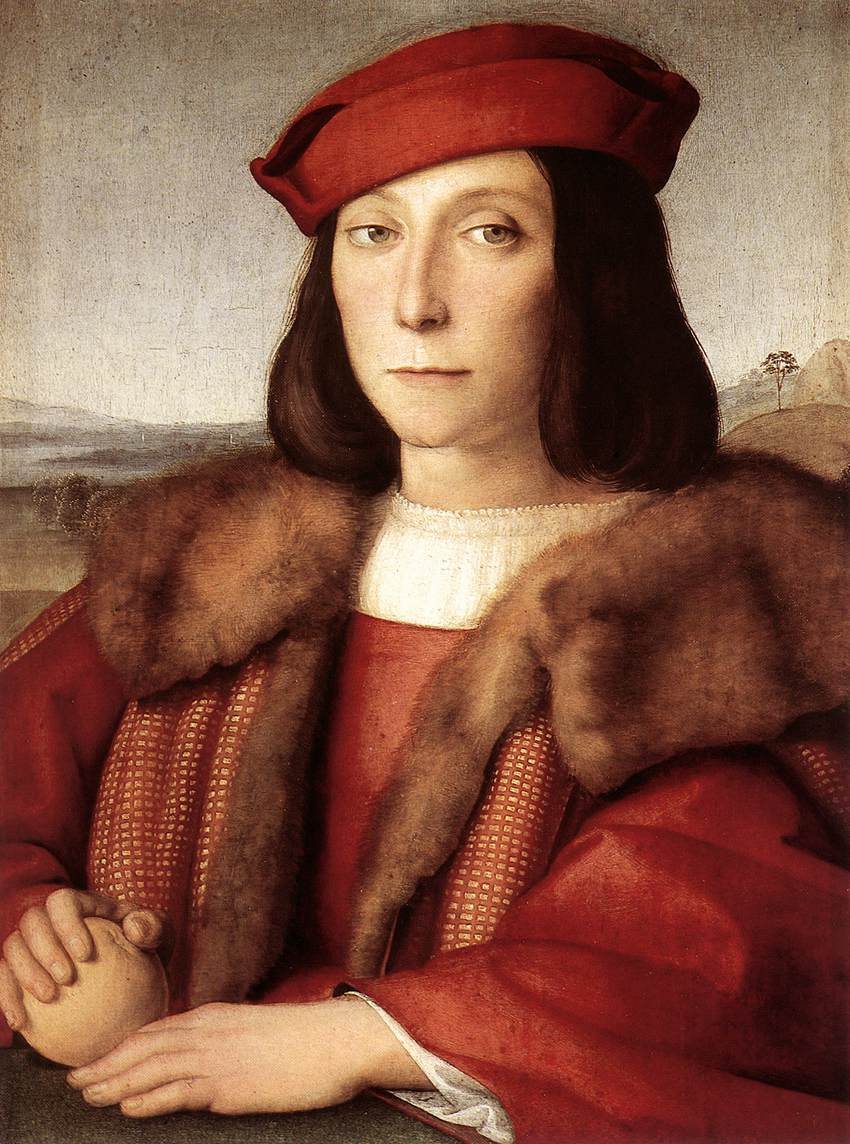
Raffael, möglicherweise Francesco Maria della Rovere, um 1504, Uffizien

Francesco Maria I. della Rovere (* 25. März 1490 in Senigallia; † 20. Oktober 1538 in Pesaro) regierte von 1508 bis 1516 und von 1521 bis 1538 als erster Herzog von Urbino aus dem Hause Della Rovere.

## Leben

### Kindheit und Jugend
Francesco Maria wurde 1490 als Sohn von Giovanni della Rovere, Generalkapitän der Kirche (Oberkommandierender der päpstlichen Truppen) und Signore von Senigallia, und der Giovanna da Montefeltro, einer Tochter des berühmten Feldherren und Mäzens Federico da Montefeltro, Graf von Montefeltro, Graf und von 1474 bis 1482 erster Herzog von Urbino, geboren. Er war ein Neffe von Giuliano della Rovere, dem späteren Papst Julius II. 1502 ging die Herrschaft über Senigallia an Cesare Borgia verloren, und Francesco Maria flüchtete an den Hof seines Onkels Guidobaldo da Montefeltro. Da selbst kinderlos, ernannte ihn dieser 1504 zu seinem Nachfolger als Herzog von Urbino und damit zum Erben des Hauses Montefeltro.

### Herzog von Urbino; Erwerb Pesaros
1508 starb Guidobaldo, und Francesco Maria folgte ihm auf den Thron. Sein Onkel Julius II. unterstützte ihn bei der Wiedergewinnung von Senigallia und ernannte ihn 1509 zum Capitano generale della Chiesa, dem Oberbefehlshaber aller Truppen des Kirchenstaats. Auch schenkte er ihm als Wohnsitz in Rom den heutigen Palazzo Doria-Pamphilj. Francesco Maria kämpfte in den Italienischen Kriegen der Liga vom Cambrai und der Heiligen Liga. 1511 ermordete er den Kardinal Francesco Alidosi in Ravenna.
Nach dem am 5. August 1512 erfolgten Tod des erst zweijährigen Costanzo II. Sforza, der das Vikariat von Pesaro hätte erben sollen, übergab Julius II. Pesaro seinem Neffen Francesco Maria anstelle der Zahlung einer großen Geldsumme, welche ihm der Heilige Stuhl für rückständigen Sold schuldete. Als Julius II. im Februar 1513 seinen Tod herannahen sah, ließ er noch schnell dem Herzog von Urbino das Vikariat von Pesaro durch das Kardinalskollegium bestätigen. Durch den kurz darauf erfolgten Tod Julius’ II. verlor Francesco Maria seine wichtigste politische Stütze.

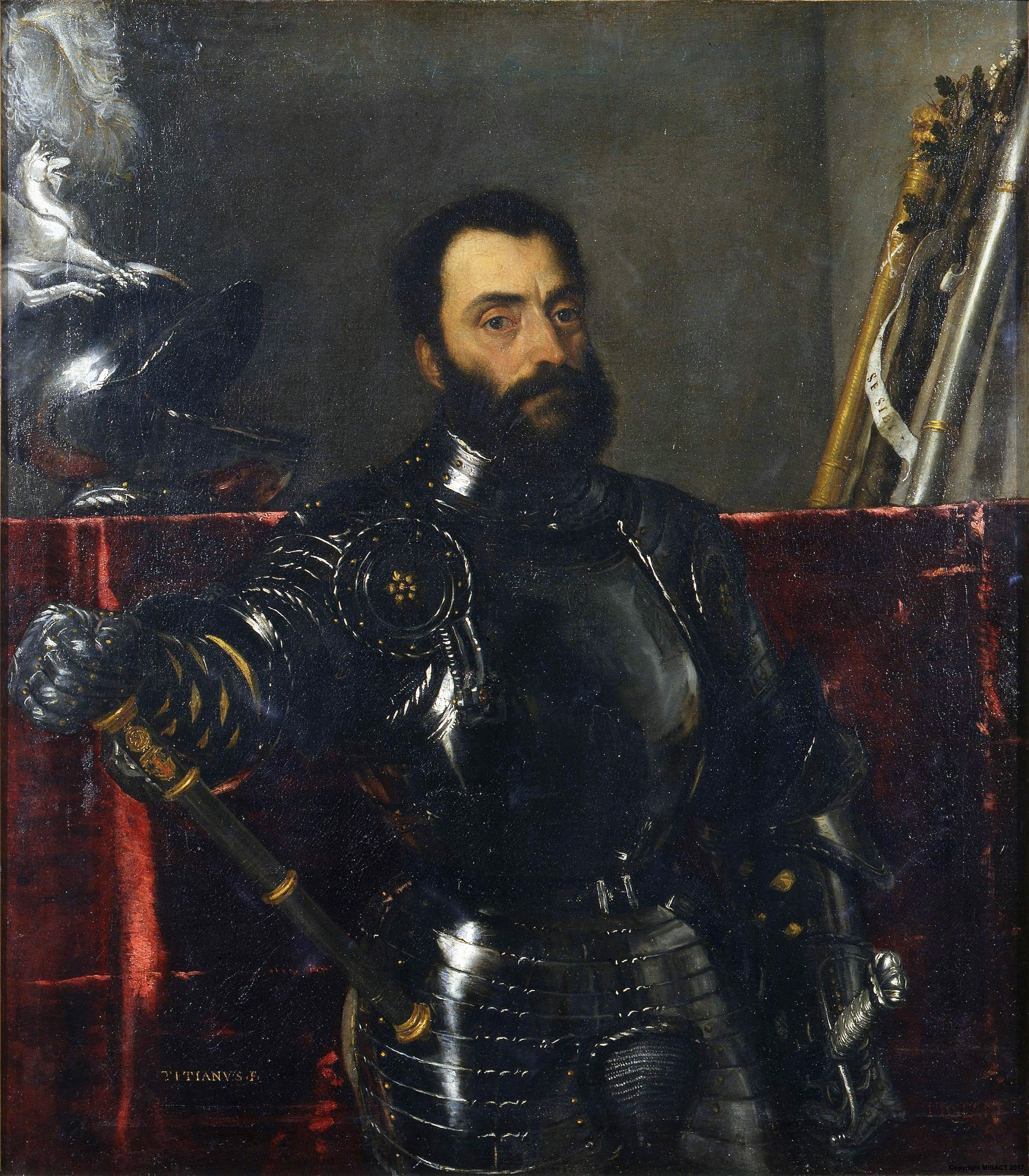
Tizian, Porträt von Francesco Maria della Rovere (1536–38), Uffizien

### Krieg um Urbino
Der neue Papst Leo X., der vor allem für seine Familie zu sorgen bemüht war, suchte bald nach einem Vorwand, um das Herzogtum Urbino mit den Vikariaten von Pesaro und Senigallia einziehen zu können. Solange sein Bruder Giuliano di Lorenzo de’ Medici, dem in seiner Verbannung aus Florenz vom Hof zu Urbino viele Verbindlichkeiten erzeigt worden waren, noch lebte, schützte dieser das Herzogtum gegen jede Unternehmung des Papstes. Kaum war aber Giuliano am 17. März 1516 gestorben, schritt Leo X. an die Ausführung des längst Beschlossenen. Es wurde Francesco Maria della Rovere erneut die Ermordung des Kardinals Alidosi öffentlich vorgeworfen, obwohl Leo X. einst selbst, damals noch Kardinal, die Bulle zur Absolution des Herzogs unterzeichnet hatte. Ferner wurde Francesco Maria u. a. das Benehmen gegen Flüchtlinge der Heiligen Liga nach der Schlacht von Ravenna vorgehalten. In Folge dieser Beschuldigungen wurde die Einziehung des Herzogtums Urbino ausgesprochen und die Vollstreckung der Konfiskation dem Neffen des Papstes, Lorenzo di Piero de’ Medici, und Lorenzo degli Orsini da Ceri übertragen. Herzog Francesco Maria floh mit seiner Gattin Eleonora und seinem Sohn Guidobaldo nach Mantua, während Lorenzo de’ Medici am 30. Mai in Urbino einzog. Drei Monate später ergab sich der letzte Ort, der in den Gebieten von Urbino, Pesaro und Senigallia zum vertriebenen Herzog hielt, nämlich die Feste von San Leo. Am 18. August 1516 wurde Lorenzo de’ Medici mit dem eingezogenen Herzogtum belehnt, wogegen der Bischof von Urbino, Kardinal Domenico Grimani, Widerspruch erhob.
Dem vertriebenen und exkommunizierten Herzog Francesco Maria della Rovere wurden auch seine neapolitanischen Lehen Acre und Sora durch Karl V. entzogen. Er benutzte aber zu seinem Vorteil den zwischen der Republik Venedig und Kaiser Maximilian I. durch den Vertrag von Noyon vom 13. August 1516 hergestellten Frieden, indem er den größten Teil der hierdurch beschäftigungslos gewordenen Söldner sofort an sich zog. An ihre Spitze stellte er Federico Gonzaga da Bozzolo und brach im Januar 1517 aus dem Mantuanischen gegen Urbino auf. Leo X. bot zwar alles auf, um dem Unternehmen erfolgreich entgegenzuwirken, doch verhinderte die ganze von ihm dazu aufgebotene Macht nicht, dass der vertriebene Herzog von Urbino schon am 5. Februar vor Urbino ankam und am folgenden Tag seinen Einzug hielt. Viele im Territorium von Urbino gelegenen Städte hissten wieder ihres alten Herzogs Fahnen. Da aber zwei feste Höhen bei Pesaro und Urbino in Lorenzos Händen blieben und er auch andauernd vom Papst und aus dem Florentinischen Verstärkung erhielt, während Francesco Maria nur mangelnde finanzielle Ressourcen und wenig Artillerie hatte, so half es ihm nicht viel.
Nach der schweren Verwundung Lorenzos de’ Medici während eines Gefechts bei Mondolfo gingen zwar fast alle baskischen und deutschen Söldner des Papstes zum ehemaligen Herzog von Urbino über, und der Kardinal  Bibbiena, der zur Fortsetzung des Krieges anstelle Lorenzos gesandt wurde, sah sich zuletzt auf Pesaro zurückgeworfen. Auch sonst erfochten die Truppen von Francesco Maria della Rovere noch mehrere Erfolge; allein sie konnten der Herrschaft des Herzogs auf die Dauer doch keinen Halt geben, da er keine Verbündeten fand und selbst zu sehr von Geldmitteln entblößt war. Unter diesen Umständen nahm der Herzog französische Vermittlung an und schloss im September 1517 mit dem Papst einen Vertrag dahingehend ab, dass dieser den Söldnern Francesco Marias den ausständigen Sold zahlte, volle Amnestie zusagte und gestattete, dass der Herzog seine Artillerie und die Bibliothek von Urbino mit nach Mantua führte. Von da an blieb Pesaro bis zum Tod Lorenzos (4. Mai 1519) in dessen Besitz. Nach Lorenzos Ableben behandelte Papst Leo X. Pesaro sowie das Herzogtum Urbino als dem Kirchenstaat heimgefallenes Lehen.
Nach dem am 1. Dezember 1521 erfolgten Tod Leos änderte sich die Situation rasch. Francesco Maria della Rovere sammelte in Ferrara ein Truppenkontingent, hielt noch Anfang Dezember 1521 seinen Einzug in Urbino und besetzte das Herzogtum. Der bald danach gewählte Papst Hadrian VI. zeigte sich durchaus wohlwollend gegen den Herzog, erkannte ihn im Besitz der wiedereroberten Landschaften an und belehnte ihn feierlich mit seinem Fürstentum.

### Condottiere; Heiratspolitik; Tod
Francesco Maria kämpfte als Capitano generale der nun mit Kaiser Karl V. verbündeten Republik Venedig während des Italienischen Krieges ab 1523 in der Lombardei gegen den französischen König Franz I. Die Wahl des Medici-Papstes Clemens VII. drängte ihn zunehmend an den Rand des Geschehens. 1527 war er Oberbefehlshaber der Liga von Cognac, und seine Untätigkeit während der Invasion der kaiserlichen Truppen gilt als eine der Ursachen der Plünderung Roms durch die Soldaten Karls V. (Sacco di Roma), denn er war als Präfekt Roms für den Schutz der Ewigen Stadt verantwortlich. Kulturell richtete sich der Herzog auch stärker an Venedig aus, wie u. a. die endgültig 1530 erfolgte Verlegung seines Hofs nach Pesaro zeigt. Anlässlich der im Februar 1530 erfolgten Krönung Karls V. in Bologna offerierte der Kaiser Francesco Maria das Amt des Generalkapitäns seiner in Italien stationierten Streitkräfte, doch schlug der Herzog dieses Angebot wegen seiner militärischen Verpflichtungen für Venedig aus. 1533 restituierte ihm Karl V. die 1517 eingezogenen neapolitanischen Lehen Sora und Acre.
Auch in den 1530er Jahren kämpfte Francesco Maria als Condottiere für die Republik Venedig. Seinen Sohn Guidobaldo verheiratete er 1534 gegen den Widerstand des Papstes Paul III. mit der elfjährigen Giulia Varano, Erbin des Herzogtums Camerino. Der Papst hatte mit Giulia Varano andere Hochzeitspläne gehabt und wollte nach deren Scheitern Camerino militärisch einziehen lassen. Der kaiserliche und der venezianische Botschafter in Rom konnten Paul III. jedoch umstimmen, da Francesco Maria nur unter der Bedingung, dass seiner Familie die Herrschaft über Camerino erhalten bliebe, der 1538 gegründeten Heiligen Liga als Feldherr zur Verfügung stand. Doch noch ehe Francesco Maria gegen die Osmanen zu Felde ziehen konnte, wurde er im Alter von 48 Jahren – angeblich auf Anstiften von Luigi Gonzaga – vergiftet und starb am 20. Oktober 1538 in Pesaro.

## Familie und Nachkommen
Im Jahr 1508 heiratete er Eleonora Gonzaga della Rovere (* Mantua 31. Dezember 1493, + Urbino 13. Februar 1550), Tochter des Markgrafen Francesco II. Gonzaga von Mantua und der Isabella d’Este. Sie hatten folgende Kinder:
- Guidobaldo II. della Rovere
- Ippolita (* 1515; † um 1540), ⚭ Don Antonio d’Aragona, Herzog von Montalto
- Giulia (* 1527; † 1563), ⚭ Alfonso d’Este (1527–1587), Markgraf von Montecchio, unehelicher Sohn des Herzogs Alfonso I. d’Este
- Elisabetta (* 1529 in Urbino; † 1561 in Massa), ⚭ Alberico I. Cybo Malaspina, Herzog von Massa und Carrara
- Kardinal Giulio Feltrio della Rovere (* 1533; † 1578)